# Posicions de combat
Posicions de combat és un anunci fet a bord d'una nau de guerra per a indicar la tripulació que cal preparar-se per un combat o un dany imminent tant ràpid com es pugui. Quan es fa la crida a posicions de combat, la tripulació es prepara per fer combat. Els membres de la tripulació fora de servei o dormint es personen a les seves posicions i es prepararen per l'acció, les portes estanques i portes a prova de foc entre les mampares es tanquen i la seguretat s'incrementa entorn les àrees sensibles, com el pont i les sales de màquines. En anglès, el terme és «Action Stations» (marina britànica) «General Quarters» (marina dels EUA).